# MS Водолея
MS Водолея (лат. MS Aquarii) — одиночная переменная звезда в созвездии Водолея на расстоянии (вычисленном из значения параллакса) приблизительно 4313 световых лет (около 1322 парсеков) от Солнца. Видимая звёздная величина звезды — от +11,3m до +10,4m.

## Характеристики
MS Водолея — красная пульсирующая полуправильная переменная звезда типа SRB (SRB) спектрального класса M. Эффективная температура — около 3295 К.